# Nesocerus duospinus
Nesocerus duospinus är en insektsart som beskrevs av Freytag och Knight 1966. Nesocerus duospinus ingår i släktet Nesocerus och familjen dvärgstritar. Inga underarter finns listade i Catalogue of Life.